# Сакская ВЭС
Сакская ВЭС (укр. Сакська ВЕС) — ветряная электростанция, расположенная на территории Сакского района (Крым). Ближайшие населённые пункты — Крыловка и Воробьёво.

## Характеристика
Ветровая электростанция представлена двумя отдельными участками:
1. 45°19′42″ с. ш. 33°06′11″ в. д.HGЯO Мирновский — в 1 км севернее от села Крыловка,
2. 45°20′55″ с. ш. 33°14′45″ в. д.HGЯO Воробьёвский — в 1 км севернее от села Воробьёво.

Общая мощность двух участков ВЭС составляет 19 МВт. Выработанная электроэнергия за 2005 год составила — 10 578 тыс. кВт⋅ч, что соответствует КИУМ всего 6%.
По данным на 1996 год установленная мощность ВЭС, представленная только Воробьёвским участком, 0,6 МВт. Она была оснащена 6 ветроустановками типа USW-56-100 и было выработано за весь период эксплуатации 70 520  кВт⋅ч электроэнергии, в том числе за 1996 год — 61 210  кВт⋅ч. Планируется доведение её мощности к 2000 году до 20 МВт.
Мирновский участок представлен 155 ветроустановки типа USW 56-100 и 3 ветроустановки типа Т-600-48 с общей мощностью 18,46 МВт, по другим данным — 161 ветроустановки с общей мощностью 17.31 МВт.

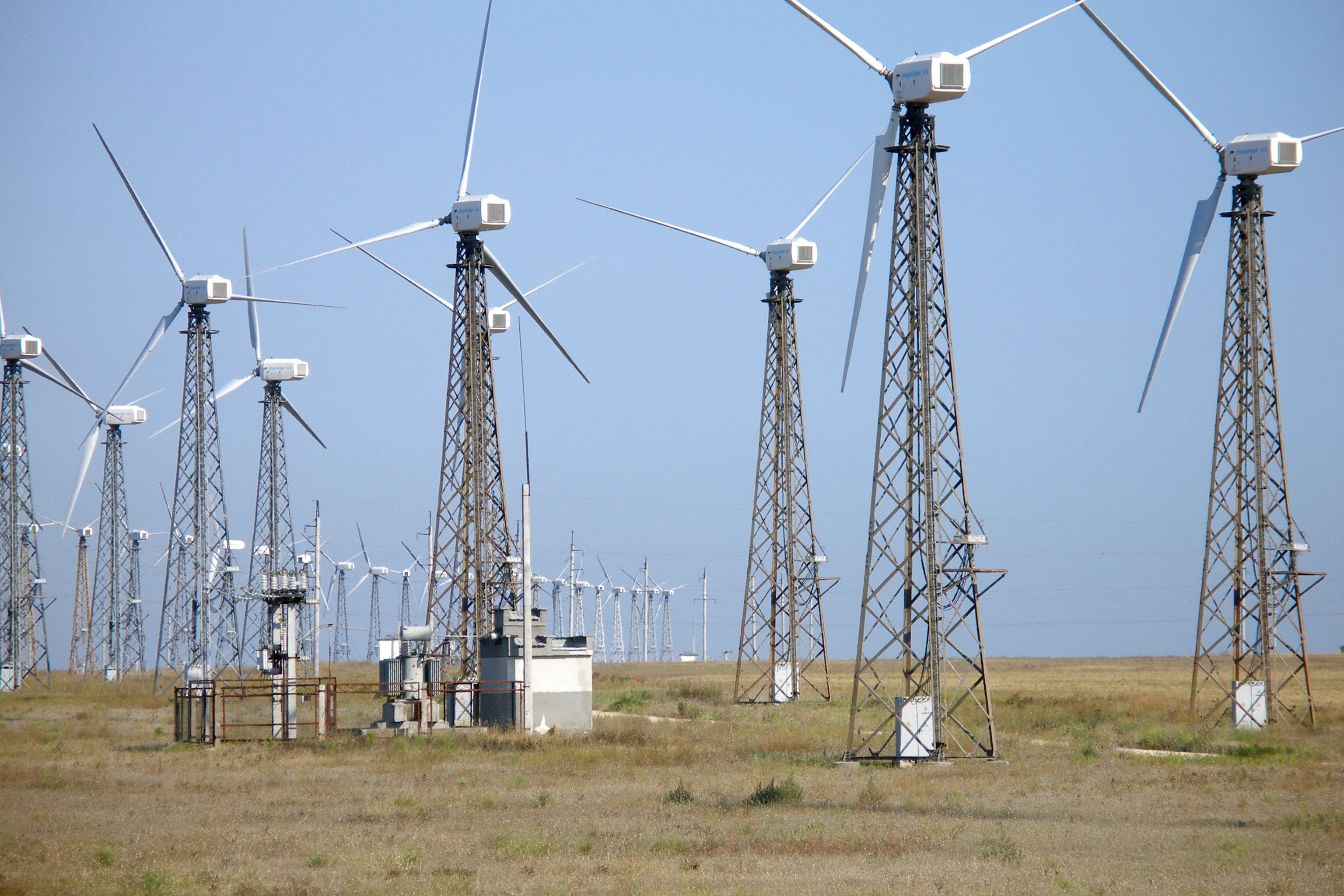
Сакская ВЭС, Мирновский участок
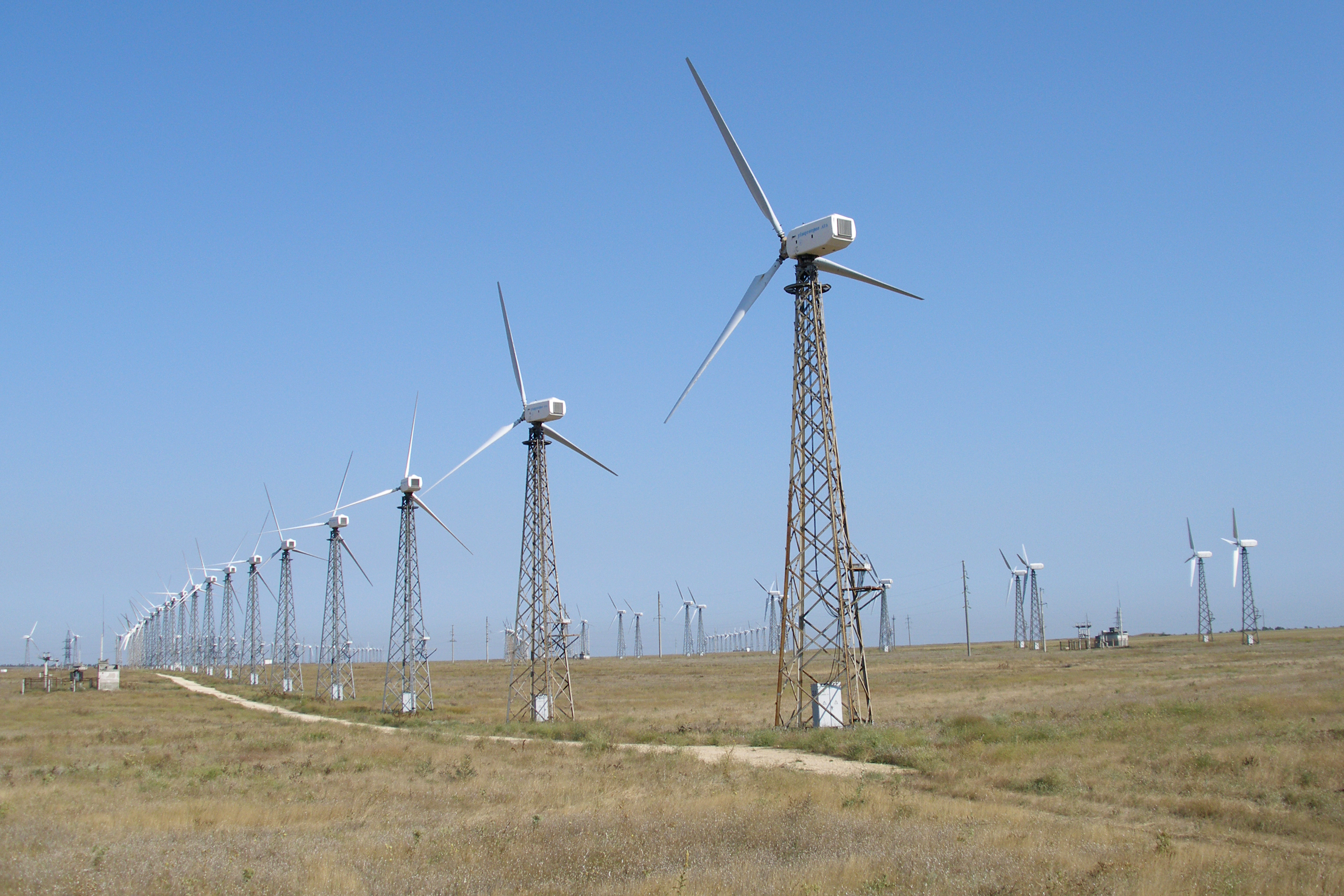
Сакская ВЭС, Мирновский участок
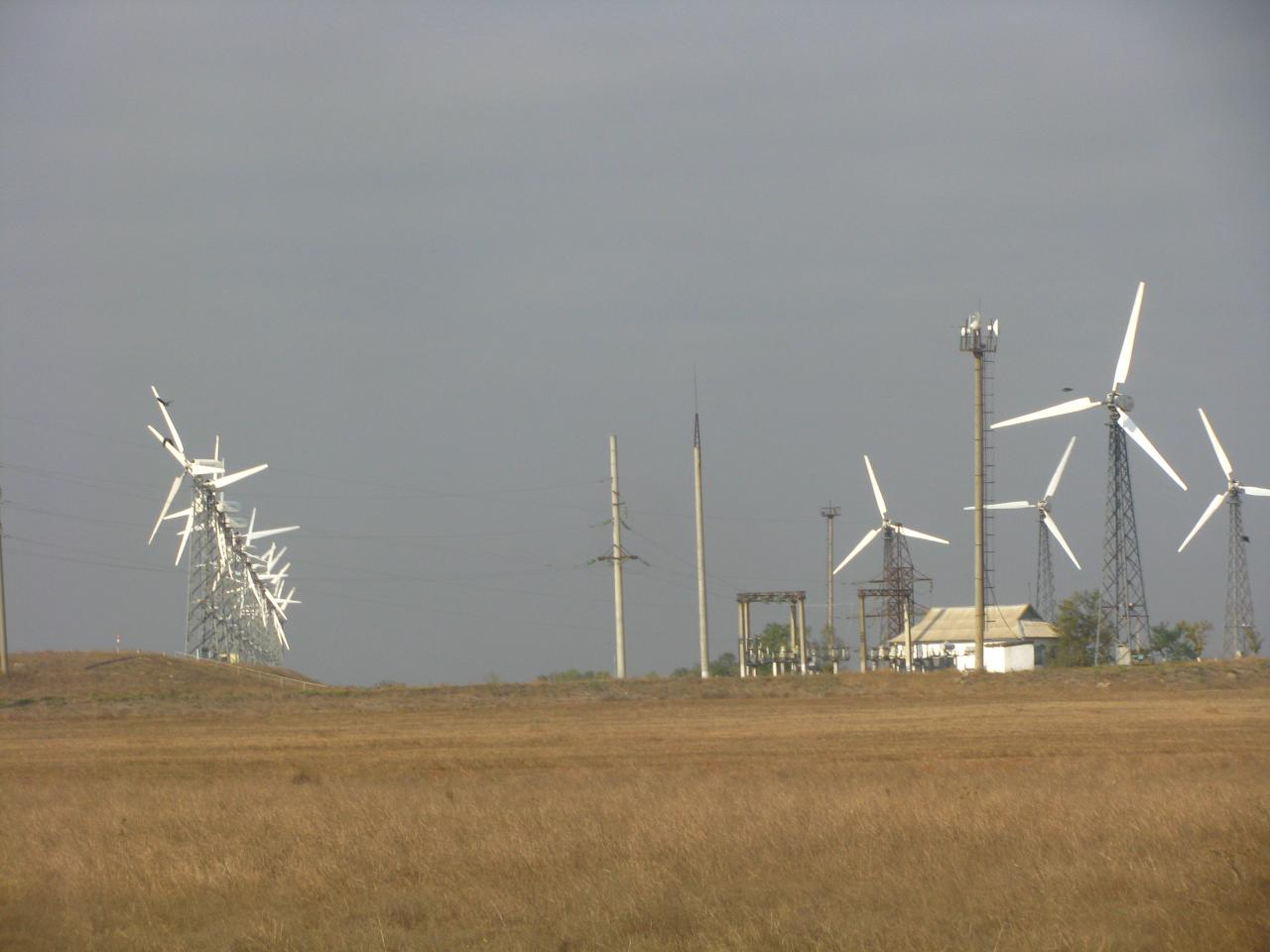
Сакская ВЭС, Воробьёвский участок